# Ikelemba
Ikelemba är en flod i Kongo-Kinshasa, ett biflöde till Kongofloden. Det rinner genom provinsen Équateur, i den västra delen av landet, 600 km nordost om huvudstaden Kinshasa. Vid högt vattenstånd är den segelbar till Balangala, 316 km från mynningen.